# 伊德 (愛沙尼亞)
伊德，是愛沙尼亞薩雷縣萨雷马市镇内的村庄，位於該國西部，曾是原托爾古市镇的行政中心，處於庫雷薩雷西南面38公里，2011年該村庄人口為42。